# Lapphedflymott
Lapphedflymott (Metaxmeste schrankiana) är en fjärilsart som först beskrevs av Hochenwarth 1785.  Lapphedflymott ingår i släktet Metaxmeste, och familjen mott. Enligt den finländska rödlistan är arten nära hotad i Finland. Arten är reproducerande i Sverige. Artens livsmiljö är torra och karga åsmoar.